# Superpuchar Krymu w piłce nożnej
Superpuchar Krymu w piłce nożnej (Superpuchar Krymskiego Związku Piłkarskiego, ros. Суперкубок КФС) – mecz piłkarski pomiędzy mistrzem Krymskiej Priemjer-Ligi a zwycięzcom Pucharu KFS. Po raz pierwszy odbył się w 2016 roku.
Od 2014 roku Półwysep Krymski jest obiektem sporu terytorialnego między Federacją Rosyjską a Ukrainą, w związku z czym rozgrywki piłkarskie na nim odbywają się niezależnie od obu tych krajów.

## Mecze o Superpuchar Krymu
| Rok  | Data        | Zwycięzca              | Wynik | Finalista       |
| ---- | ----------- | ---------------------- | ----- | --------------- |
| 2016 | 13 sierpnia | TSK-Tawrija Symferopol | 2–0   | KFU-Bakczysaraj |
| 2017 | 12 sierpnia | FK Sewastopol          | 3–1   | FK Eupatoria    |
| 2018 |             |                        |       |                 |